# Pūst Darreh
Pūst Darreh (persiska: پوست درّه) är en ort i Iran.   Den ligger i provinsen Golestan, i den norra delen av landet, 500 km nordost om huvudstaden Teheran. Pūst Darreh ligger 433 meter över havet och antalet invånare är 408.
Terrängen runt Pūst Darreh är huvudsakligen kuperad, men åt sydväst är den platt. Runt Pūst Darreh är det ganska glesbefolkat, med 27 invånare per kvadratkilometer. Närmaste större samhälle är Tāzeh Yāb, 19,6 km sydost om Pūst Darreh. Omgivningarna runt Pūst Darreh är i huvudsak ett öppet busklandskap.